# Marie Henchoz
Marie Henchoz est une musicienne suisse née en 1947 à Château-d'Œx, enseignante et maître de rythmique.

## Biographie
Marie Henchoz suit d'abord l'école normale à Lausanne. Après l'obtention de son brevet, elle travaille comme enseignante pour les petites classes, notamment à Toronto (Canada). Puis elle étudie le piano au Conservatoire de Lausanne, à la Swiss Jazz School de Berne et à l’Institut Jaques-Dalcroze à Genève, et obtient son diplôme de rythmique en 1989. Elle enseigne ensuite la musique et la rythmique en Suisse romande jusqu'à sa retraite en 2008.
En 1991, Marie Henchoz crée avec la dessinatrice Annick Caretti et l'arrangeur Lee Maddeford le premier disque de chansons pour enfants sous le nom de Sautecroche. À la fois drôles et émouvants, ces airs sonnent justes et plaisent beaucoup, autant aux enfants qu'aux parents. Les chansons connaissent vite un succès énorme. Onze disques ont vu le jour jusqu'en 2012. En 2006, la petite sœur de Sautecroche voit le jour : Minicroche s'adresse à des enfants âgés de trois à sept ans. Son cinquième disque paraît à Noël 2012.

## Sources
- « Marie Henchoz », sur la base de données des personnalités vaudoises sur la plateforme « Patrinum » de la Bibliothèque cantonale et universitaire de Lausanne.
- Bernadette Pidoux, "Sautecroche brûle les planches", L'Hebdo, 1995, no 8, p. 64
- 24 Heures, 2002/11/30, p. 28
- Tribune de Genève, 2006/12/18, p. 30
- Tribune de Genève, 2006/12/06, p. 35
- 24 Heures, 2009/04/06, p. 36
- 24 Heures, 2006/12/06, p. 14
- 24 Heures, 2009/04/06